# Haralson
Haralson è un comune degli Stati Uniti d'America, situato nello Stato della Georgia, nella contea di Coweta e in parte nella contea di Meriwether.